# Periophthalmodon
Periophthalmodon is een geslacht van straalvinnige vissen uit de familie van grondels (Gobiidae). Het geslacht is voor het eerst wetenschappelijk beschreven in 1874 door Bleeker.

## Soorten
- Periophthalmodon freycineti (Quoy & Gaimard, 1824)
- Periophthalmodon schlosseri (Pallas, 1770)
- Periophthalmodon septemradiatus (Hamilton, 1822)